# Josephine Hull
Mary Josephine Sherwood (ur. 3 stycznia 1886 w Newtonville, zm. 12 marca 1957 w Nowym Jorku) – amerykańska aktorka filmowa i teatralna, laureatka Oscara i Złotego Globu za rolę drugoplanową w filmie Harvey.

## Życiorys
Hull urodziła się jako Mary Josephine Sherwood w Newtonville, w stanie Massachusetts, jako córka Williama H. Sherwooda i Mary Elizabeth Tewkesbury. Uczęszczała do New England Conservatory of Music w Bostonie i Radcliffe College w Cambridge.
Mary na scenie zadebiutowała w 1905 roku, i po kilku latach, jako chórzystka, wyszła za mąż za aktora Shelleya Hulla (starszy brat aktora Henry'ego Hulla) w 1910 roku. Nie mieli dzieci. Po śmierci męża w 1919 roku, aktorka zawiesiła karierę do 1923 roku, kiedy wróciła pod pseudonimem Josephine Hull.
Hull zagrała tylko w sześciu filmach, pierwszym był The Bishop's Candlesticks z 1929 roku. U boku Cary'ego Granta zagrała w musicalu Arszenik i stare koronki w 1944 roku. Jako siostra Jamesa Stewarta wystąpiła w filmie Harvey za który otrzymała Oscara i Złoty Glob dla najlepszej aktorki drugoplanowej. Jej ostatnim filmem jest The Lady from Texas z 1951 roku.
Hull przeszła na emeryturę w 1955 roku, zmarła w nowojorskim Bronksie w 1957 roku z powodu krwotoku śródmózgowego w wieku 74 lat.
Aktorka posiada własną gwiazdę w Hollywood Walk of Fame znajdującą się przy 6500 Hollywood Blvd.

## Filmografia
Filmy fabularne
- 1929: The Bishop's Candlesticks
- 1932: After Tomorrow jako pani Piper
- 1932: Careless Lady jako ciocia Cora
- 1944: Arszenik i stare koronki (Arsenic and Old Lace) jako Abby Brewster
- 1950: Harvey jako Veta Louise Simmons
- 1951: The Lady from Texas jako panna Birdie Wheeler

Seriale telewizyjne
- 1949: The Ford Theatre Hour jako ciocia Abby Brewster
- 1950: Studio One
- 1950: The Philco Television Playhouse
- 1951-1953: Lux Video Theatre jako pani Bartholomew
- 1952: Schlitz Playhouse of Stars
- 1952: Lights Out
- 1955: The United States Steel Hour jako wdowa

## Nagrody
- Nagroda Akademii Filmowej Najlepsza aktorka drugoplanowa: 1951 Harvey
- Złoty Glob Najlepsza aktorka drugoplanowa: 1951 Harvey